# Challenger ATP Iquique
O Challenger ATP Iquique é um torneio tênis, que faz parte da série ATP Challenger Tour, realizado em 2009, em piso de saibro, em Iquique, Chile.

## Edições

### Simples
| Ano  | Campeão         | Finalista            | Placar   | Ref.  |
| ---- | --------------- | -------------------- | -------- | ----- |
| 2009 | Máximo González | Guillermo Hormazábal | 6–4, 6–4 | [ 1 ] |

### Duplas
| Ano  | Campeões                          | Finalistas                    | Placar   | Ref. |
| ---- | --------------------------------- | ----------------------------- | -------- | ---- |
| 2009 | Johan Brunström Jean-Julien Rojer | Pablo Cuevas Horacio Zeballos | 6–3, 6–4 |      |

## Ligações Externas
- Site oficial
- ITF search